# Жамбылский сельский округ (Мактааральский район)
Жамбылский  сельский округ — административно-территориальное образование в Мактааральском районе Южно-Казахстанской области.

## Население
Население — 9695 человек (2009; 8014 в 1999).

## Административное устройство
1. село Жамбыл
2. село Кенесшилы
3. село Жалын
4. село Кокпарсай